# Scotty of the Scouts

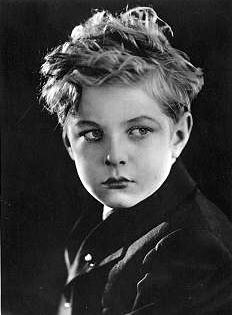
Ben Alexander, ator infantil que atuou no seriado aos 15 anos de idade.

Scotty of the Scouts é um seriado estadunidense de 1926, gênero aventura, dirigido por Duke Worne, em 10 capítulos, estrelado por Ben Alexander e Paddy O'Flynn. Produzido pela Rayart Pictures Corporation, veiculou nos cinemas estadunidenses a partir de setembro de 1926.
Este seriado é considerado perdido.

## Elenco
- Ben Alexander.[4]	 ...	Scotty Smith
- Paddy O'Flynn	 ...	Tom Gallagher
- Mary Jane Irving	 ...	Mary Andrews
- Ben Hall	 ...	Charles Dickerson Tennyson
- Frank Baker	 ...	Millard Wilson
- Albert J. Smith	 ...	Eric Jandrau
- Edna Mae Cooper	 ...	Effie Middleton
- Sam Lufkin	 ...	Jenkins

## Capítulos
1. True as Steel
2. In Death's Grasp
3. The Plunge of Doom
4. A Scout's Bravery
5. Desconhecido
6. In Treacherous Waters
7. In Destiny's Hands
8. Quick Sand Canyon
9. Desconhecido
10. Scout Justice